# Tvillingtjärnarna (Jokkmokks socken, Lappland, 737275-173951)
Tvillingtjärnarna är en sjö i Jokkmokks kommun i Lappland och ingår i Råneälvens huvudavrinningsområde.